# Babette von Bülow
Clara Bertha Friederike von Bülow, dite Babette von Bülow est une femme écrivain allemande née à Warmbrunn le 30 septembre 1850 et morte à Arendsee (Poméranie-Occidentale) le 8 mars 1927. Elle a écrit des nouvelles, des comédies et des farces sous le nom de plume Hans Arnold.

## Biographie
Fille du juriste et parlementaire Felix Eberty, professeur à l'université de Breslau et de Marie Hasse, elle grandit à Breslau où son éducation s'effectue dans un pensionnat français. Elle épouse dans cette même ville le lieutenant-colonel Adolf von Bülow le 10 juin 1876.
La carrière militaire de son époux les conduit à vivre dans différentes garnisons telles que Hanovre en 1893, Erfurt en 1896, Francfort-sur-l'Oder en 1900, Potsdam en 1902 et à nouveau Erfurt à partir de 1905.
Elle connaissait personnellement Theodor Fontane.

## Œuvre
- Novellen (1881)
- Neue Novellen (1884)
- Geburtstagsfreuden (1884)
- Fünf neue Novellen (1885)
- Berlin-Ostende mit zehntägigem Retourbillet (1886)
- Ein neues Novellenbuch (1886)
- Der Umzug und andere Novellen (1889)
- Theorie und Praxis (Lustspiel, 1890)
- Lustige Geschichten (1890)
- Zwei Friedfertige (Schwank, 1891)
- Einst im Mai! und andere Novellen (1892)
- Dornen um die Rose (1893)
- Sonnenstäubchen. Neue Novellen (1894)
- Theorie und Praxis (Lustspiel, 1895)
- Aus alten und neuen Tagen (1896)
- Maskiert und andere Novellen (1898)
- Christel und andere Novellen (1899)
- Zwei Affen und andere Novellen (1902)
- Perücke? Neue Novellen (1904)
- Herbstsonne. Neue Novellen (1907)
- Vom „Drachenfels“ des Lebens. Beobachtungen und Betrachtungen (1907)
- Ausgewählte Novellen (1907)
- Aus der Kinderzeit. Erinnerungen (1909)